# Франкенберг (Гессен)
Франкенберг (нім. Frankenberg) — місто в Німеччині, знаходиться в землі Гессен. Підпорядковується адміністративному округу Кассель. Входить до складу району Вальдек-Франкенберг.
Площа — 124,87 км2. Населення становить 17 678 ос. (станом на 31 грудня 2020).

## Географія

### Адміністративний поділ
Місто  складається з 12 районів:
- Дернгольцгаузен
- Фрідріксгаузен
- Гайсмар
- Гауберн
- Гоммерсгаузен
- Ренгерсгаузен
- Роденбах
- Редденау
- Шройфа
- Фірмюнден
- Вангерсгаузен
- Віллерсдорф